# دانا وینتر
دانا وینتر (انگلیسی: Dana Wynter; ۸ ژوئن ۱۹۳۱ – ۵ مهٔ ۲۰۱۱) هنرپیشه اهل بریتانیا بود.

## بخشی از فیلمشناسی
از فیلم‌ها یا برنامه‌های تلویزیونی که وی در آن نقش داشته‌است می‌توان به آثار زیر اشاره کرد.
- حمله جسددزدها ()
- فرودگاه ()
- فهرست آدریان مسنجر ()